# Richie Alagich
Richard „Richie“ Alagich (* 30. Oktober 1973 in Woodville, Adelaide) ist ein ehemaliger australischer Fußballspieler. Alagichs Karriere erstreckte sich über 20 Jahre, in denen er hauptsächlich in der National Soccer League und der A-League tätig war. Seine Schwester Dianne Alagich ist australische Nationalspielerin und dreifache WM-Teilnehmerin.

## Karriere

### NSL
Alagich begann seine Karriere Anfang der 90er Jahre bei Port Adelaide in der South Australian Division Two, der zweithöchsten Spielklasse des Bundesstaates South Australia. 1993 wechselte er, nachdem er als bester Spieler der Liga mit der Bob Telfer Medal ausgezeichnet worden war, zu den Adelaide Sharks, die in der landesweit höchsten Spielklasse, der National Soccer League spielten. In seinen sechs Spielzeiten bei den Sharks erreichte der Klub nur einmal die Meisterschafts-Playoffs, wo man allerdings bereits in der ersten Runde an Sydney United scheitert. Nach der Saison 1998/99 wurde die Mannschaft wegen finanzieller Probleme aufgelöst und Alagich wechselte zum amtierenden Meister South Melbourne FC. Die Saison 1999/2000 beendete der Klub auf einem enttäuschenden 10. Platz, der Klub gewann aber die Oceania Club Championship 1999 und qualifizierte sich somit für die FIFA Klub-Weltmeisterschaft 2000. Dort blieb man gegen Manchester United, Vasco da Gama und Necaxa ohne Punktgewinn und schied folglich bereits in der Vorrunde aus. Alagich kam dabei gegen Nexaxa zum Einsatz. In der folgenden Saison wurde der Abwehrspieler nur zwei Mal eingewechselt, indes erreichte South Melbourne das Grand Final, unterlag dort aber Wollongong.
Zur Saison 2001/02 wechselte er zum Ligakonkurrenten Brisbane Strikers und spielte dort zwei Jahre. Nach dem Rückzug von Adelaide City aus der NSL wurde mit Adelaide United ein neu gegründeter Klub aufgenommen, was Alagich die Chance gab in seine Heimatstadt zurückzukehren. Mit Adelaide United erreichte er in der letztmaligen Austragung der NSL das Preliminary Final, wo man Perth Glory mit 0:5 unterlag. Zuvor erzielte Alagich im Minor Semifinal gegen South Melbourne in der 105. Minute per Elfmeter den 2:1-Siegtreffer.

### A-League
Nach der Einstellung der NSL hielt er sich bei den Adelaide Raiders fit und wurde 2004 als bester Spieler der South Australian Premier League mit der Sergio Melta Medal ausgezeichnet. Mit der Gründung einer neuen landesweiten Spielklasse, der Profiliga A-League, kehrte er 2005 zu Adelaide United zurück. Am 3. Spieltag der Saison 2005/06 erhielt Alagich als erster Spieler in der Geschichte der A-League einen Platzverweis. Adelaide wurde Meister der regulären Saison, in den Playoffs scheiterte man im Preliminary Final. Ein Jahr später erreicht man gar das Grand Final, wurde dort aber von Melbourne Victory mit 0:6 deklassiert.
Sein letztes Pflichtspiel im Profibereich bestritt er im letzten Gruppenspiel der AFC Champions League 2008. Durch ein 0:0 beim chinesischen Klub Changchun Yatai F.C. qualifizierte sich erstmals eine australische Mannschaft für das Viertelfinale des wichtigsten asiatischen Klubwettbewerbs. Im Anschluss ließ er seine Karriere im Amateurbereich als Mannschaftskapitän der Adelaide Raiders in der South Australian Premier League ausklingen. 2009 erhielt er erneut die Sergio Melta Medal.

### Auswahlteams
Alagich nahm 1992 als Nachrücker mit der australischen Schülernationalmannschaft an einer Tournee nach Großbritannien und Irland teil.
Später wurde er auch in die U-20- und U-23-Auswahl des australischen Fußballverbandes berufen. Für die U-23 absolvierte der Verteidiger vier Partien in der erfolgreichen Qualifikation für die Olympischen Sommerspiele 1996, wurde aber nicht in das Turnieraufgebot für die Endrunde berufen.